# Jon Hendricks
John Carl Hendricks, conhecido no meio artístico por Jon Hendricks (Newark, 16 de setembro de 1921 - Nova Iorque, 22 de novembro de 2017), foi um compositor e cantor norte-americano. Ele é um dos criadores do gênero vocalese do jazz e considerado um dos principais cantores que dominavam plenamente o estilo scat. Por suas performances e composições, era conhecido como o "poeta laureado do jazz".
Hendricks era um dos quatorze filhos de um pastor metodista e começou a cantar aos sete anos nas igrejas da cidade de Toledo, em Ohio. Em 1957, ele se juntou a Dave Lambert e Annie Ross para formar o lendário trio vocal Lambert, Hendricks & Ross.

## Prêmios
Hendricks recebeu o NEA Jazz Master em 1993, além de múltiplos Grammy Award, um Emmy e um Prêmio Peabody. Em 2004, foi condecorado com a Ordem Nacional da Legião de Honra do governo francês.